# パンとバスと2度目のハツコイ
『パンとバスと2度目のハツコイ』(パンとバスとにどめのハツコイ)は、2018年2月17日に公開された今泉力哉監督・脚本による恋愛映画。アイドルグループ・乃木坂46の元メンバーで女優の深川麻衣が映画初出演にして初主演を務め、共演は三代目 J Soul Brothersのメンバーである山下健二郎。キャッチコピーは、『スキにならずに、スキでいる。』。第30回東京国際映画祭特別招待作品。同年2月23日時点でイオンシネマの一部劇場のみでの上映となっている。
ロケ地は東京都国立市および昭島市など多摩地域が中心で、立川バスの撮影協力のもと、2017年7月1日に廃止された立川バス拝島営業所で撮影が行われ、路線バスの洗車シーンなどが撮影された。またトリエ京王調布のイオンシネマシアタス調布での劇場公開に合わせ、主演の深川麻衣がルパ調布店で一日店長を務めている。

## ストーリー
パン屋で働く市井ふみは、まじめすぎる性格から独自の結婚観を持っており、2年付き合った恋人からのプロポーズも正直な思いを告げて断ってしまう。彼女のささやかな楽しみは帰宅途中にパンを食べながら、バスの営業所の前で洗車を眺めることだった。
ある日、美術大学の予備校に通うために妹の市井二胡が上京し、ふみの部屋に居候することになる。そして、美大出身だが突然絵を描くのをやめてしまったふみをモデルに、二胡は絵を描きはじめる。
ふみは仕事中に、中学校の同級生で初恋の相手である湯浅たもつから突然声をかけられる。彼はふみがいつも洗車を眺めているバス会社で働いていた。思いがけない再開にふみはテンションが上がり、少しおしゃれをして彼と飲みに出かけるが、彼がバツイチ・子持ちであり、別れた妻をいまでも好きなのだと告げられる。
また、中学時代にふみを好きだったバイセクシャルの同級生石田さとみも上京して結婚しており、たもつとよく連絡を取っているのだという。さとみがふみを好きだったとは知らないたもつは、流れで次に3人で会うことを約束してしまう。その後、酒に弱いにもかかわらずたもつとともに呑んだふみは、勢いも手伝い「洗車中のバスに乗せてほしい」と別れ際にたもつにお願いする。
後日、ふみはとても幸せそうなさとみと再会する。さとみからたもつの離婚の原因が奥さんの浮気であることを聞き、ふみはさらに複雑な心境になってしまう。しかしその後何度も会えば会うほど、ふみはたもつに惹かれていくのだった……。

## キャスト
- 市井ふみ：深川麻衣
- 湯浅たもつ：山下健二郎（三代目J Soul Brothers）
- 石田さとみ：伊藤沙莉
- 市井二胡：志田彩良
- 高野理紗子：安倍萌生
- 柏木芯：勇翔
- 川村久美：音月桂

## スタッフ
- 監督・脚本：今泉力哉
- 製作：岡田美穂、小林栄太郎、水野道訓、宮崎聡、片岡尚、佐竹一美
- エグゼクティブプロデューサー：重松圭一
- プロデューサー：青木裕子、宇田川寧
- ラインプロデューサー：高橋輝光
- 撮影：猪本雅三
- 照明：安部力
- 録音：根本飛鳥
- 美術：禪洲幸久
- 装飾：うてなまさたか
- スタイリスト：関敏明
- ヘアメイク：内城千栄子
- 編集：相良直一郎
- 助監督：平波亘
- 制作担当：江崎亘
- 音楽：渡邊崇
- 主題歌：Leola『Puzzle』(作詞：Leola / 作曲：坂詰美紗子)
- 制作プロダクション：ダブ
- 制作幹事：カンテレ
- 製作・配給：『パンとバスと二度目のハツコイ』製作委員会(関西テレビ放送、テンカラット、ソニー・ミュージックエンタテインメント、LDH pictures、イオンエンターテイメント、ダブ)
- 撮影協力：立川バス

## ロケ地
- 東京都立川市：ベーカリーKiBuN屋
- 東京都昭島市：立川バス拝島営業所
- 東京都国立市
- 静岡県伊東市：大室山

## 受賞歴
- 第10回TAMA映画賞[2]
  - 最優秀新進監督賞「今泉力哉」
  - 最優秀新進女優賞「深川麻衣」「伊藤沙莉[注 1]」